# Erastria cristataria
Erastria cristataria är en fjärilsart som beskrevs av Carl Plötz 1880. Erastria cristataria ingår i släktet Erastria och familjen mätare. Inga underarter finns listade i Catalogue of Life.